# Spathius bruesioides
Spathius bruesioides är en stekelart som beskrevs av Nixon 1943. Spathius bruesioides ingår i släktet Spathius och familjen bracksteklar. Inga underarter finns listade i Catalogue of Life.